# Subnautica: Below Zero
 (février 2019).
Si vous disposez d'ouvrages ou d'articles de référence ou si vous connaissez des sites web de qualité traitant du thème abordé ici, merci de compléter l'article en donnant les références utiles à sa vérifiabilité et en les liant à la section « Notes et références ».
Subnautica: Below Zero est un jeu vidéo de survie développé et distribué par Unknown Worlds. C'est un standalone de Subnautica (c'est-à-dire qu'ils sont indépendants l'un de l'autre). Il est sorti en accès anticipé sur Microsoft Windows et macOS le 30 janvier 2019, et sorti le 14 mai 2021 sur PlayStation 4, PlayStation 5, Xbox One, Xbox Series et Nintendo Switch.

## Histoire
Deux ans après les événements du jeu original, la scientifique Robin se rend clandestinement sur la planète 4546B afin d'enquêter sur les circonstances de la mort de sa sœur Samantha. Elle s'écrase dans une région polaire de la planète où la faune est guérie de la bactérie Kharaa qui ravageait l'écosystème dans le premier opus. Elle découvre cependant que les membres de la multinationale Alterra pour laquelle travaillait sa sœur ont découvert un être vivant de type Léviathan pris dans la glace et sur lequel subsiste la bactérie kharraa.
En enquêtant sur la mort de sa sœur, Robin rencontre un extraterrestre de la race des « architectes » du nom de AL-AN hébergé dans une infrastructure sur le point de s'effondrer et qui, pour se sauver, se « télécharge » dans l'esprit de Robin. Pour s'en défaire, Robin doit trouver comment lui construire un corps physique qu'il pourra réintégrer. Au fil du temps et de ses échanges avec AL-AN, elle découvre qu'il est responsable de la libération dans l'environnement de la bactérie kharraa menant aux événements du premier opus et à la mort de très nombreux architectes.
Robin va aussi croiser la route d'une survivante nommée Marguerite Maida, arrivée dix ans avant les événements du premier opus avec l'équipage du Degasi et présumée morte.
En progressant dans son enquête, Robin découvre que sa sœur avait pour ambition de neutraliser la bactérie Kharaa (préservée sur le cadavre du Léviathan pris dans la glace) afin d'empêcher qu'Altera ne l'utilise à des fins d'armement. Elle découvre également que sa sœur s'est tuée en voulant faire exploser le site entourant le cadavre du Léviathan.
Robin utilise alors un antidote pour supprimer définitivement toute trace de la bactérie et après avoir fabriqué un corps pour AL-AN, le suit sur sa planète.

## Système de jeu
Cette aventure se passe deux ans après le premier Subnautica sur l'un des pôles de la planète 4546B. Envoyée dans une capsule de sauvetage, le joueur (Robin) doit s'installer et survivre sur cette planète océanique. Le monde contient de nombreuses infrastructures extraterrestres que le joueur doit explorer pour progresser.
Comme pour le premier opus, le jeu repose sur l'exploitation de ressources nécessaires pour construire des outils, équipement et véhicules.

## Développement
Subnautica: Below Zero est initialement développé comme une extension pour Subnautica, mais le projet prenant de l'ampleur, il devient un standalone. Le jeu est annoncé en août 2018 et sort en accès anticipé sur Microsoft Windows et macOS le 30 janvier 2019. Sa sortie finale est le 14 mai 2021.

## Suite
Une suite devrait sortir dans le courant de l'année 2025.